# Pierwsza Pomorska Wystawa Rolnictwa i Przemysłu 1925 w Grudziądzu

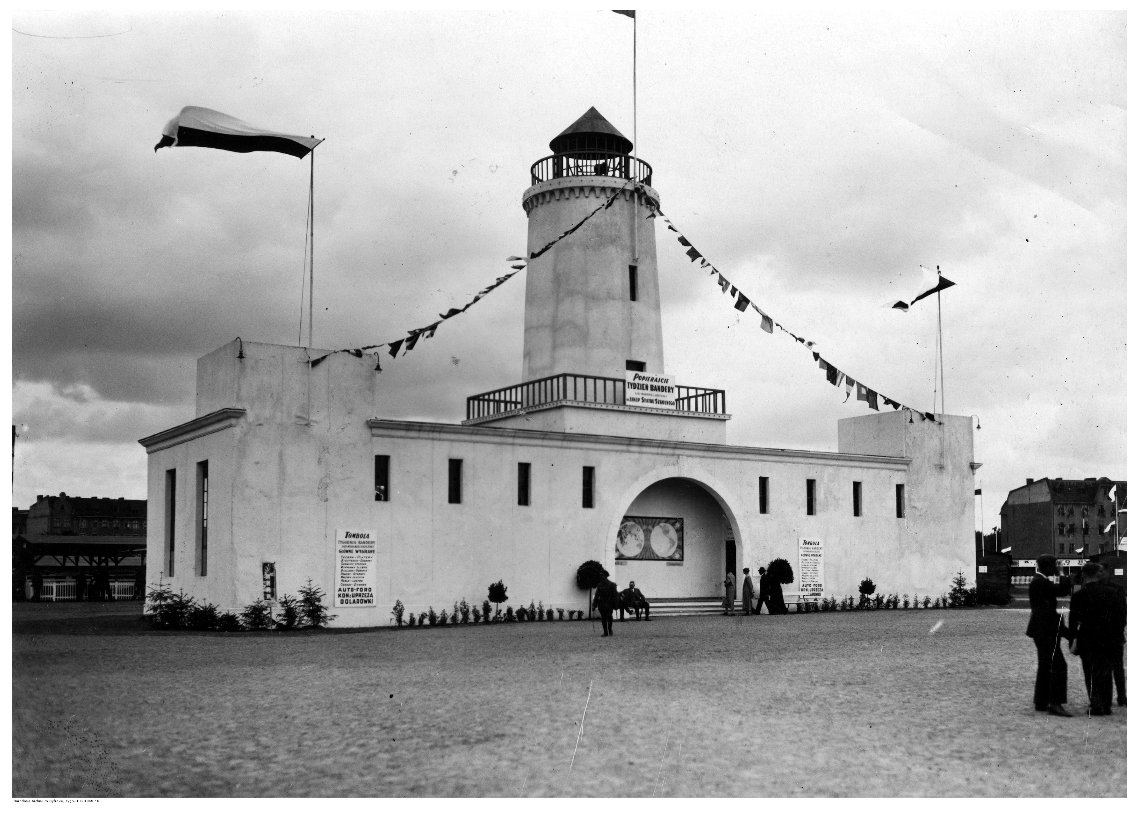
Pawilon morski, wybudowany na koszt państwa

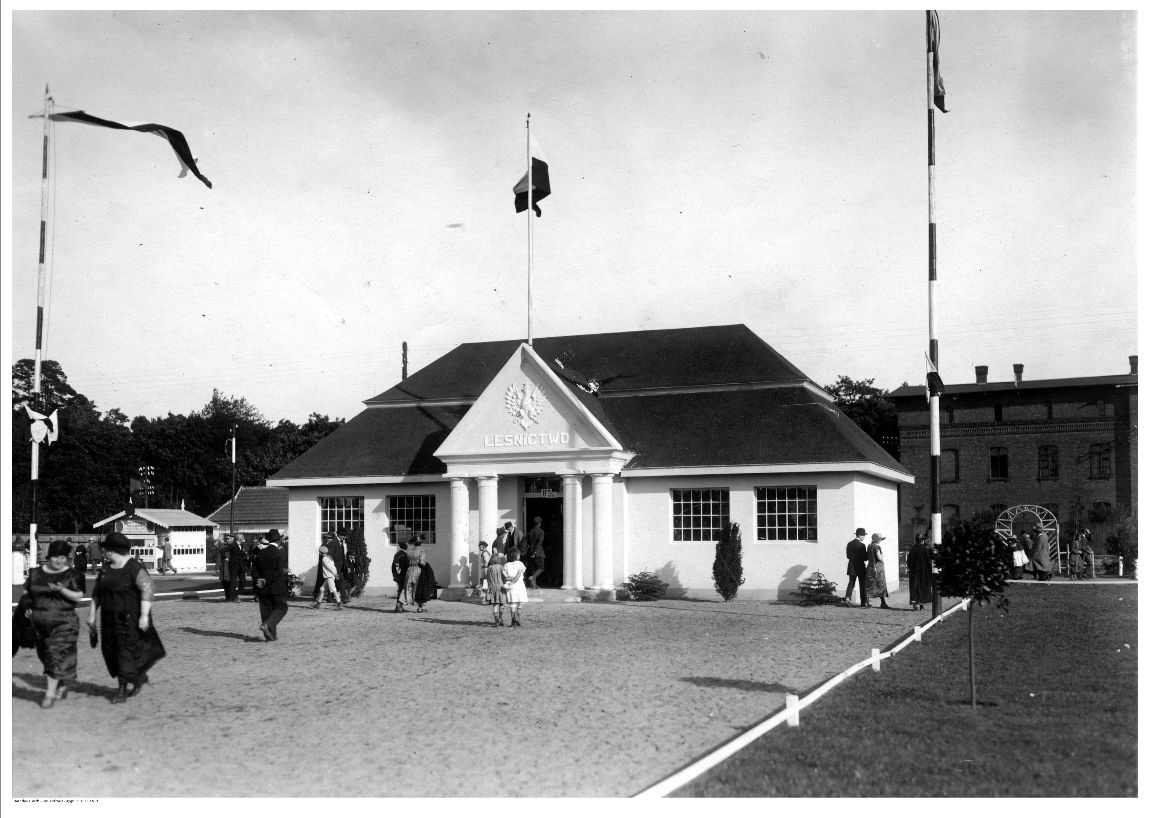
Pawilon leśnictwa, wybudowany na koszt państwa

Pierwsza Pomorska Wystawa Rolnictwa i Przemysłu 1925 w Grudziądzu (także: Wystawa Dorobku Pomorza) – wystawa przemysłowa, która odbyła się w Grudziądzu w dniach 26 czerwca do 12 lipca 1925 roku.

## Opis
Pomysł organizacji wystawy prezentującej historię, kulturę i polski dorobek przemysłowy Pomorza pojawił się w 1923 roku, a inicjatorem jej organizacji i późniejszym prezesem komitetu wystawy był Stanisław Wachowiak (w trakcie trwania wystawy wojewoda pomorski). Prezesem komitetu wykonawczego wystawy był Józef Włodek, prezydent miasta Grudziądza, natomiast dyrektorem został inż. Władysław Saryusz-Bielski. Wystawę otworzył Prezydent RP Stanisław Wojciechowski.
Wystawa składała się z 56 obiektów, z których 28 zostało wybudowane przez komitet wystawy, a pozostałe 28 było własnością wystawców prywatnych. Pawilony wystawowe zbudowano na obszarze około 6 hektarów przy ul. Hallera, a ich projektantem i kierownikiem budowy był inż. Jerzy Müller, który w latach późniejszych był architektem rozbudowy Gdyni. Na potrzeby wystawowe przeznaczono także budynek Państwowej Szkoły Budowy Maszyn oraz sale grudziądzkiego muzeum (Wystawa Sztuk Pięknych). W pawilonach zaprezentowano osiągnięcia polskiego Pomorza w dziedzinie przemysłu ciężkiego, leśnictwa i rolnictwa, przemysłu zdobniczego i rzemiosła, a także krajoznawstwa. 
Eksponaty zajęły powierzchnię ok. 2500 m², z tego 500 m² wykorzystano na pokaz rolnictwa, a ok. 1800 m² na ekspozycję przemysłową, pozostałą przestrzeń zajęły inne działy. Wśród gmachów największą powierzchnię miał pawilon przemysłu (1200 m²), wyróżniał się także tzw. pawilon morski, mieszczący wystawę poświęconą Bałtykowi. Pawilon morski i pawilon leśnictwa zostały wybudowane na koszt państwa polskiego. W wystawie wzięło udział ok. 450 wystawców, z tego 186 w obszarze rolnictwa, 81 reprezentowało przemysł fabryczny, 100 rzemiosło, 37 kulturę i sztukę, a reszta pozostałe działy. Oprócz tego pokazano ok. 1000 sztuk zwierząt. Wystawcy pochodzili z całej Polski. Wystawę zwiedziło przeszło 300 tys. osób, w tym 60 tys. spoza Grudziądza.
Podczas wystawy odbył się w Grudziądzu Kongres Kupiectwa Polskiego, na który zjechali kupcy z całej Polski. 